# Exocarpos
Exocarpos es un género de plantas con flores perteneciente a la familia Santalaceae. Se distribuyen por el sur de Asia, Australia y las islas del Pacífico.
Son arbustos y pequeños árboles. Son semi parásitos hospedándose en las raíces de otros árboles, rasgo que tienen otros miembros de la familia.
Destacan por su "fruto", el cual en realidad no es un fruto, sino que es un tallo corto (pedicelo) hinchado, de ahí el nombre original Exocarpos, del latín que significa fruta exterior. La verdadera fruta es en realidad una nuez globular, dura, colorida, la que se encuentra sobre el pedicelo, y contiene una semilla. A medida que la fruta se desarrolla, el tallo se hincha y cambia a un color más llamativo.

## Especies
- Exocarpos aphyllus  R.Br.
- Exocarpos cupressiformis  Labill.
- Exocarpos dasystachys Schltdl.
- Exocarpos floribunda Domin
- Exocarpos glandulacea Miq.
- Exocarpos homalocladus  C.Moore & F.Muell.
- Exocarpos humifusa  R.Br.
- Exocarpos latifolius  R.Br. - Broad-leaved Cherry
- Exocarpos leptomerioides Miq.
- Exocarpos nanus Hook.f.
- Exocarpos odoratus  (Miq.) A.DC.
- Exocarpos pendula F.Muell.
- Exocarpos sparteus  R.Br.
- Exocarpos strictus  R.Br.
- Exocarpos syrticola  (F.Muell. ex Miq.) Stauffer